# Namjesnička područja
Namjesnička područja (Lieutenancy areas) odvojena su područja Ujedinjenog Kraljevstva na kojima je lordom-namjesnikom imenovan predstavnik britanskog monarha. U mnogim slučajevima ta područja imaju slična razgraničenja i nazive kao i grofovije Ujedinjenog Kraljevstva, ali nisu nužno podudarna s njima.

## Podrijetlo
U Engleskoj su namjesnička područja kolokvijalno poznata kao ceremonijalne grofovije, iako se ovaj izraz ne pojavljuje ni u jednom zakonu koji se na njih odnosi.
 Namjesnička područja Škotske
 su poddiobe u Škotskoj koje se, više ili manje, temelje na škotskim grofovijama, koristeći veće gradove kao zasebne cjeline.
 U Walesu su namjesnička područja poznata kao očuvane grofovije Walesa
 i zasnivaju se na područjima koja se koriste za namjesništvo i lokalnu upravu između 1974. i 1996. godine, a ne kao povijesne grofovije.
 Namjesnička područja Sjeverne Irske odgovaraju područjima šest grofovija i dva bivša okruga.